# З: Начало всего
«З: Нача́ло всего́» (англ. Z: The Beginning of Everything) — американский телесериал в жанре исторической драмы, созданный Тимом Блейком Нельсоном для Amazon Video. Сериал основан на книге «З: Роман о Зельде Фицджеральд» Терезы Энн Фоулер. Сериал начинает рассказывать о жизни Зельды Сейр Фицджеральд (Кристина Риччи)  до знакомства с неопубликованным писателем Фрэнсисом Скоттом Фицджеральдом, а затем повествует об их романе и браке.
Первый сезон из десяти эпизодов был выпущен 27 января 2017 года.
27 апреля 2017 года Amazon Video продлил сериал на второй сезон, но 7 сентября 2017 года сериал был закрыт после одного сезона.

## В ролях

### Основной состав
- Кристина Риччи в роли Зельды Фицджеральд
- Дэвид Хофлин в роли Фрэнсиса Скотта Фицджеральда
- Дэвид Стрэтэйрн в роли судьи Энтони Сейра

### Второстепенный состав
- Кристина Нильсен в роли Минни Сейр
- Холли Каррен в роли Тильды Сейр
- Джейми Энн Оллман в роли Тутси Сейр
- Майя Казан в роли Ливи Харт
- Сара Шенккан в роли Элеанор Броудер